# Gaultheria steyermarkii
Gaultheria steyermarkii är en ljungväxtart som beskrevs av J.L. Luteyn. Gaultheria steyermarkii ingår i släktet Gaultheria och familjen ljungväxter. Inga underarter finns listade i Catalogue of Life.